# همپتن (تگزاس)
همپتن، تگزاس (به انگلیسی: Hampton, Texas) در ایالات متحده آمریکا با جمعیت ۱۵۰ نفر است که در تگزاس واقع شده‌است.